# Sólides Tecnologia
Sólides Tecnologia é uma empresa brasileira de tecnologia com sede em Belo Horizonte, Minas Gerais. Fundada em 2010 por Mônica Hauck e Alessandro Garcia, a empresa desenvolve plataformas digitais para gestão de recursos humanos, voltadas principalmente para pequenas e médias empresas.

## História
A Sólides foi criada com o objetivo de oferecer soluções tecnológicas para a gestão de pessoas, incluindo ferramentas como People Analytics, recrutamento e seleção, e controle de ponto. Desde sua fundação, a empresa tem se concentrado em atender pequenas e médias empresas no Brasil.

### Investimentos
Em fevereiro de 2022, a Sólides recebeu um aporte de R$ 530 milhões (equivalente a US$ 100 milhões) em uma rodada Série B liderada pelo fundo americano Warburg Pincus. O investimento foi considerado o maior já realizado em uma empresa de tecnologia de recursos humanos (HRTech) na América Latina até aquela data.

### Aquisições
A Sólides realizou as seguintes aquisições:
- 2022: Tangerino, uma startup de controle de ponto digital.[3]
- 2023: Folha da 2easy, uma plataforma de gestão de folha de pagamento.[4]
- 2024: RHGestor, focada em ferramentas para processos de recursos humanos.[5]

## Reconhecimentos
A Sólides e sua fundadora, Mônica Hauck, receberam diversos prêmios e reconhecimentos:
- Top of Mind de RH (2021–2024): Vencedora na categoria "Tecnologia para Gestão de RH"; Mônica Hauck foi reconhecida como "Empresária de Destaque".[6]
- Forbes Pequenas Gigantes (2024): Listada entre as 10 pequenas empresas de maior impacto no Brasil.[7]
- Bloomberg Línea (2023): Mônica Hauck incluída entre as 100 Pessoas Inovadoras da América Latina.[8]
- 100 Startups to Watch (2020, 2021): Reconhecida pela Revista PEGN e Época Negócios.[9]